# Csuka Gyula
Csuka Gyula (Csiffár, 1940. július 30. –) genetikus, egyetemi oktató.

## Élete
1959–1964 között a nyitrai Mezőgazdasági Főiskolán tanult. 1965–1968 között aspiráns volt a Csehszlovák Tudományos Akadémia liběchovi Állatélettani és Genetikai Intézetében. 1968–1971 között a nyitrai Mezőgazdasági Főiskola tudományos főmunkatársa és oktatója, 1971–1999 között a dunaivánkai Baromfitenyésztési Kutatóintézet tudományos főmunkatársa volt.
Elsősorban agrárgenetikával és szaporodásbiológiával foglalkozik. Több szabadalom fűződik a nevéhez, illetve szakmai és tudományos társaságok tagja. 1984–1990 között a Csemadok Terminológiai Szakbizottságának elnöke volt és nyelvművelő előadásokat is tartott.